# Donald Campbell
Donald Campbell (Horley, 23. ožujka 1921. – jezero Coniston, 4. siječnja 1967.), britanski automobilist 
Donald Campbell, svjetski rekorder u vožnji automobilom, odlučio je 4. siječnja 1967. postići rekordnu brzinu u vožnji na vodi. Njegov najnoviji čamac "Blue bird" opremljen mlaznim motorima od 4.350 konjskih snaga mogao je razviti brzinu od 960 kilometara na sat. Međutim, Campbellova strast za opasnim nadmetanjem završila je kobno. Na jezeru Coniston u Velikoj Britaniji 4. siječnja 1967. njegov čamac pojurio je vodom, ubrzo se iznenada podigao u vis, prevrnuo i potonuo i to sve za tri, četiri sekunde. Donald Campbell je nestao, a na mjestu nesreće pronašli su samo masku s kisikom, kacigu i cipele.